# Léon Van Daele
Léon Van Daele (Bruges, 24 de febrer de 1933 - Oostkamp, 30 d'abril de 2000) va ser un ciclista belga que fou professional entre 1952 i 1964.
Durant els seus primers anys com a professional va guanyar diversos critèriums i curses belgues d'un dia, com ara la Kuurne-Brussel·les-Kuurne o el Campionat de Flandes.
El 1957 va guanyar la París-Brussel·les i acabà setè al campió del món. A la París-Roubaix acaba tercer.
L'any següent guanya la París-Roubaix, atacant a 300 metres de l'arribada i superant els favorits, Rik van Steenbergen, Miquel Poblet i Rik van Looy, sent aquesta la victòria més important de la seva carrera.
El 1959 va guanyar la Gant-Wevelgem i acaba tercer de la Milà-San Remo.

## Palmarès
- 1954
  - 1r de la Kuurne-Brussel·les-Kuurne
  - Vencedor d'una etapa del Tour de Picardia
- 1955
  - Vencedor d'una etapa del Tour de Picardia
- 1956
  - 1r al Campionat de Flandes
  - 1r al Circuit de Houtland
- 1957
  - 1r al Campionat de Flandes
  - 1r de la París-Brussel·les
  - 1r de la Brussel·les-Ingooigem
  - 1r a la Milà-Màntua
  - 1r dels Tres dies d'Anvers i vencedor d'una etapa
  - Vencedor d'una etapa de la Volta als Països Baixos
- 1958
  - 1r de la París-Roubaix
  - 1r al Campionat de Flandes
  - Vencedor de 2 etapes de la Volta a Llevant
- 1959
  - 1r de la Gant-Wevelgem
  - 1r del Circuit d'Houtland - Torhout
  - Vencedor d'una etapa de la París-Niça
  - Vencedor d'una etapa de la Volta a Luxemburg
- 1960
  - 1r del Circuit d'Houtland - Torhout
- 1961
  - 1r a la Nokere Koerse
  - 1r de la Kuurne-Brussel·les-Kuurne
  - Vencedor d'una etapa de la Volta a Luxemburg
- 1962
  - 1r a l'Omloop Mandel-Leie-Schelde
- 1964
  - 1r al Gran Premi Gran Premi 1r de maig d'Hoboken
  - 1r a l'Elfstedenronde

### Resultats a la Volta a Espanya
- 1958. Abandona (7a etapa)